# 레드호크 리눅스
레드호크 리눅스(RedHawk Linux)는 컨커런트 컴퓨터 코퍼레이션(Concurrent Computer Corporation, NASDAQ: CCUR)에서 리눅스를 개조하여, 다중작업 및 대용량 입출력 및 연산 작업 처리를 통합 및 효율적으로 하기 위한 운영체제이다. 현재 한국형 구축함인 '세종대왕급 구축함'에 탑재되어 터치스크린 방식으로 이지스 전투정보실(Aegis Combat Information Center; CIC) 솔루션으로 운용되고 있다.